# اوله ترشچنکو
اوله ترشچنکو (اوکراینی: Олег Іванович Терещенко؛ زادهٔ ۱۳ ژانویهٔ ۱۹۷۲) بازیکن فوتبال اهل اتحاد جماهیر شوروی سوسیالیستی است.
از باشگاه‌هایی که در آن بازی کرده‌است می‌توان به باشگاه فوتبال الیستا، باشگاه فوتبال سوکول ساراتوف، و باشگاه فوتبال وولگار آستراخان اشاره کرد.